# Erriberabeitia
Erriberabeitia (en castellà Ribera Baja) és un municipi d'Àlaba, de la Quadrilla d'Añana. Està format pels concejos de:
- Igay
- Manzanos
- Melledes
- Quintanilla de la Ribera
- Rivabellosa, capital del municipi i principal població
- Rivaguda

## Història
En 1463 s'hi va fundar la Germandat d'Àlaba, la primera institució que va posar les bases del conjunt territorial que forma l'actual lurralde d'Àlaba, que pertanyia a la Corona de Castella.

## Agricultura
L'agricultura ha estat l'activitat econòmica tradicional del municipi, però en l'actualitat el seu pes en l'economia local ha decaigut de manera important. Segons dades estadístiques de 2001, solament el 8,4% de la població activa es dedicava a l'agricultura. No hi ha dades estadístiques posteriors, però l'important creixement de població dels últims anys en Rivabellosa induïx a pensar que aquest percentatge ha baixat en els últims anys. El sector primari aportava en 2000 el 3,82% del valor afegit. L'agricultura manté la seva importància quant a l'ocupació del sòl. En Ribera Baixa havia el 1999 65 explotacions agrícoles i ramaderes censades. Les terra conreades sumaven en 1996, 1682 Ha., que és equivalent al 66,7% del sòl en el terme municipal. Els cultius dominants són les herbàcies (cereals en la seva majoria) amb alguna hectàrees dedicades al cultiu de la remolatxa azucarera i la patata. La superfície destinada a pastures i prats és petita (111Ha), sent la cabanya ramadera molt escassa.

## Indústria
El nombre de treballadors industrials era en 2001, del 31,4% de la població activa. Aquesta taxa bastant elevada es deu a la proximitat del municipi a la localitat industrial de Miranda de Ebro, on treballa una part significativa de la població d'Erriberabeitia (entorn del 20%) La proximitat a Miranda ha propiciat endemés que en Rivabellosa s'instal·lessin unes quantes instal·lacions industrials com una extensió dels polígons industrials mirandeses, ja que aquests arriben fins als mateixos límits municipals de Ribera Baixa. Entre les fàbriques instal·lades en Rivabellosa destaca la fàbrica de Patents Talgo. En aquests tallers es ve realitzant, des de 1964, la fabricació integral dels cotxes dels trens Talgo. La fàbrica dona feina a uns 130 treballadors. També hi ha una instal·lació d'emmagatzematge d'hidrocarburs de CLH, que ocupa una important extensió de terreny i altres indústries de menor grandària.

## Serveis
La població treballa principalment a Miranda de Ebro o Vitòria en el sector serveis. Dintre del municipi, Rivabellosa compte amb consultori mèdic, col·legi públic, casa de cultura, farmàcia, una entitat bancària, una mica de comerç de proximitat i diversos establiments d'hostaleria. Esment a part mereix l'existència d'un hipermercat de la cadena Eroski situat als afores de Rivabellosa. Aquest hipermercat, més que per a cobrir únicament les necessitats del municipi, està pensat per a donar servei a la veïna localitat de Miranda de Ebro. En el futur està previst que l'economia local s'orienti al sector serveis amb la creació d'Arasur i el PAER.